# Phyllonorycter insignis
Phyllonorycter insignis är en fjärilsart som först beskrevs av Walsingham 1889.  Phyllonorycter insignis ingår i släktet guldmalar, och familjen styltmalar. Inga underarter finns listade i Catalogue of Life.